# Быллате (вулкан)
Быллате — вулкан, расположенный в области Оромия, Эфиопия.
Вулкан Быллате состоит из мааров. Находится западнее озера Авасе. Наивысшая точка достигает около 1700 метров. В данном районе расположено много активных фумарольных полей и горячих источников. Маары возникли в эпоху плейстоцена и голоцена. Активная вулканическая деятельность в данном районе не фиксировалась.